# Peperomia rugosa
Peperomia rugosa är en pepparväxtart som beskrevs av C.C. Berg, E.A. Mennega & J. Tolsma. Peperomia rugosa ingår i släktet peperomior, och familjen pepparväxter. Inga underarter finns listade i Catalogue of Life.